# Hadena albifluviata
Hadena albifluviata là một loài bướm đêm trong họ Noctuidae.